# Yale Symphony Orchestra
La Yale Symphony Orchestra è un'orchestra sinfonica dell'Università Yale che si esibisce nella Woolsey Hall di Yale e fa tournée a livello internazionale e nazionale. L'attuale direttore musicale è William Boughton.

## Storia
La Yale Symphony Orchestra è stata fondata nel 1965 da un piccolo gruppo di studenti di Yale che intuirono la necessità di un gruppo dedicato all'esecuzione del repertorio orchestrale. Si sviluppò dall'orchestra di musica da camera del Calhoun College di Yale quando tre dei suoi membri cercarono di espandere l'orchestra per offrire un'opportunità per esibizioni orchestrali su larga scala.
Nella sua prima apparizione nel campus, la Yale Symphony Orchestra era conosciuta come la Yale Symphonic Society. Originariamente era composta da studenti universitari e laureati della Yale School of Music, in contrasto con la sua popolazione principalmente universitaria di oggi. Nel 1967 il campus aveva iniziato a fare riferimento alla Yale Symphonic Society come alla Yale Symphony Orchestra e l'orchestra aveva nominato Richmond Browne come suo primo direttore permanente.
Gli anni seguenti videro la crescita dell'orchestra quando l'ex studente universitario e poi laureato John Mauceri del '67 sostituì Browne come direttore nell'autunno del 1968. La programmazione audace di Mauceri aiutò l'orchestra ad espandere i suoi membri e la sua popolarità nel campus. Nel 1971 l'orchestra si recò in Francia per la sua prima tournée internazionale; i tour nazionali e internazionali sono continuati fino ai giorni nostri.

## La Yale Symphony Orchestra oggi
I membri dell'attuale Yale Symphony Orchestra sono composti principalmente da studenti universitari, che fanno un'audizione all'inizio di settembre e vengono "selezionati", una versione ridotta della selezione di gruppi a cappella, poco dopo. Le prove della Yale Symphony Orchestra si svolgono due volte a settimana per due ore e mezza alla Woolsey Hall. L'orchestra esegue cinque concerti regolari a stagione, con una programmazione che varia dal tradizionale (Sinfonia n. 6 di Beethoven) all'avventuroso (Apparizioni di Ligeti).
Lo Show di Halloween è diventato una tradizione in tutto il campus. L'orchestra trascorre i mesi prima di Halloween girando e montando un film muto, che proiettano alle 23:59, il 31 ottobre alla Woolsey Hall. L'orchestra suona una partitura con selezioni che vanno dalle basi del repertorio agli arrangiamenti di canzoni pop. Le apparizioni di cameo nei film hanno incluso gli attori Sarah Jessica Parker e James Franco, il cantautore Alanis Morissette e i politici John Kerry e John McCain.
Il 31 marzo 2007 la Yale Symphony Orchestra è diventata la prima orchestra universitaria a esibirsi come orchestra in primo piano in Video Games Live.

## Direttori
I seguenti direttori hanno prestato servizio come direttori musicali della Yale Symphony Orchestra:
- Richmond Browne, 1967–1968
- John Mauceri '67, 1968–1974[3]
- C. William Harwood, 1974–1977
- Robert Kapilow '75, 1977–1983
- Leif Bjaland, 1983–1986
- Alasdair Neale, 1986–1989
- David Stern, 1989–1990
- James Ross, 1990–1994
- James Sinclair, 1994–1995
- Shinik Hahm, 1995–2004
- George Rothman, 2004–2005
- Toshiyuki Shimada, 2005–2019
- William Boughton, 2019–oggi[4]

## Anteprime importanti
Nel corso della sua storia, l'Orchestra Sinfonica di Yale ha eseguito musica nuova e brani del repertorio orchestrale. Esempi di alcune importanti anteprime mondiali e regionali sono:
- Messa di Leonard Bernstein, 1973, prima europea
- Three Places in New England di Charles Ives, restauro definitivo
- Khamma di Claude Debussy, prima negli Stati Uniti
- The Building of the House di Benjamin Britten, prima della costa orientale
- The Columbiad, or Migration of American Wild Passenger Pigeons di Anthony Heinrich, prima nordamericana

## Ex alunni e solisti
- Marin Alsop, direttore; Direttore musicale della Baltimore Symphony Orchestra
- Leopold Stokowski, direttore
- Gilbert Levine, direttore
- Luciano Berio, compositore
- Yo-Yo Ma, violoncellista
- Ralph Kirshbaum, violoncellista
- Sophie Shao, violoncellista
- Frederica von Stade, mezzosoprano
- Susan Davenny-Wyner, soprano
- Emanuel Ax, pianista
- Peter Frankl, pianista
- Idil Biret, pianista
- Boris Berman, pianista
- John Kirkpatrick, pianista
- Melvin Chen, pianista
- Syoko Aki, violinista
- Sharon Yamada, violinista
- Quartetto d'Archi Tokyo, quartetto d'archi
- David Shifrin, clarinettista
- Dawn Upshaw, soprano